# Síndrome de Sotos
Síndrome de Sotos  é uma alteração genética rara, no gene NSD1, descoberta nos EUA em 1964 pelo Dr. Juan Fernandez Sotos, endocrinologista pediátrico. Caracterizada principalmente pelo crescimento físico excessivo durante os primeiros anos de vida. A síndrome pode ser acompanhada de atraso neuropsicomotor e social, hipotonia (baixo tônus muscular), e prejuízos de fala. As crianças com síndrome de Sotos tendem a serem grandes desde o nascimento e são freqüentemente mais altas, mais pesadas, e apresentam perímetro cefálico elevado                        (macrocefalia) em relação a outras crianças da mesma idade, podem apresentar ainda um andar característico devido a hipotonia, o que pode ser aprimorado através da físioterapia. Devido à dificuldades em comunicar-se e expressar-se, em alguns casos, podem apresentar irritabilidade excessiva, no entanto existem soluções terapêuticas e/ou medicamentosas para tratar esses quadros específicos. Hipercrescimento, face característica, atraso neuropsicomotor e macrocefalia são os principais sintomas. Embora a maioria dos casos de síndrome de Sotos aconteça esporadicamente, também foram informados casos hereditários.

## Epidemiologia
A incidência é aproximadamente 1 em 15.000 nascimentos. É a segunda síndrome de crescimento excessivo mais frequente, ficando atrás apenas da síndrome de Beckwith – Wiedmann.
A síndrome de Sotos faz parte de um conjunto de síndromes genéticas raras que estão associadas à macrossomia fetal, essas síndromes possuem, em sua maioria, os principais sinais característicos, muito semelhantes à síndrome de Sotos, que são o super crescimento, macrocefalia, face característica e atraso neuropsicomotor, dentre elas:
- Síndrome do X frágil
- Beckwith – Wiedemann
- Sotos 1
- Sotos 2 ou Síndrome de Malan
- Sotos 3
- Weaver
- Nevo
- Bannayan – Zonana ou Síndrome de Cowden
- Bannayan - Ruvalcaba - Riley
- Marshall - Smith
- Simpson - Golabi – Behmel 1
- Simpson – Golabi – Behmel 2
- Síndrome de Gorlin
- Síndrome de Proteus
- Ehlers – Danlos
- Elejade
- Phelan – McDermid
- Snijders – Blok – Campeau
- Perlman
- Kosaki
- Tenório
- Tatton – Brown - Raman
- Macrocefalia benigna familiar
- Anormalidades cromossômicas e crescimento não específico

## Sintomas e características
A síndrome de Sotos é caracterizada principalmente pelo super crescimento e idade óssea avançada. Indivíduos afetados apresentam macro/dolicocefalia, testa alta e curvada, fendas palpebrais oblíquas para baixo, podem apresentar olhos separados (hipertelorismo ocular), rosto longo e estreito, mandíbula proeminente, arcada palatina elevada, implantação baixa das orelhas, cabelos esparsos na região frontotemporal e têm queixo pontudo. Esta aparência facial é muito notável na infância. As crianças afetadas tendem a crescer depressa; eles são significativamente mais altas que as demais crianças da sua faixa etária. No entanto, essas características típicas estão presentes principalmente nos indivíduos que são afetados por mutações intragênicas no gene NSD1, que representa a maioria dos casos, porém quando o indivíduo é afetado por microdeleção na região 5q35 neste gene as características físicas como supercrescimento e perímetro cefálico elevado não são tão evidentes, ao passo que o deficit no aprendizado tende a ser mais severo.
Pessoas com síndrome de Sotos podem apresentar atraso neurológico, e em alguns casos, problemas de comportamento, como hiperatividade, fobias, obsessões e compulsões, acessos de raiva, e comportamentos impulsivos. É comum apresentarem características comportamentais do Transtorno do Espectro Autista (TEA)  como empilhar ou enfileirar objetos, estereotipias, dificuldades para olhar nos olhos, irritabilidade com sons altos, aversão à lugares muito cheios de pessoas e determinadas texturas, paladar muito apurado, dentre outras, levando inclusive em muitos casos, à pessoa com síndrome de Sotos ser diagnosticada também como autista. Problemas de fala  também são comuns, os indivíduos afetados têm freqüentemente problemas com produção de som. Adicionalmente, o baixo tônus muscular (hipotonia) pode tardar outros aspectos de desenvolvimento, particularmente habilidades motoras como se sentar, engatinhar, andar e a coordenação motora fina.
Outros sinais e sintomas de síndrome de Sotos podem incluir uma curvatura anormal da espinha (escoliose), convulsões, problemas renais ou cardíacos, perda de audição e problemas de visão. São mais suscetíveis à infecções de ouvido e vias respiratórias, constipação intestinal, alterações da tireóide. Algumas crianças podem apresentar icterícia ao nascer e dificuldades na amamentação. A ocorrência de tumores é rara e a incidência muito semelhante à da população em geral, em torno de 3,9%.

### Transtorno do Espectro Autista
Como dito acima, é muito comum que uma pessoa diagnosticada com síndrome de Sotos, possa apresentar, ao longo de seu desenvolvimento, características autísticas. O autismo é um distúrbio do desenvolvimento associado a comprometimento da comunicação social, a interesses restritos e a comportamentos repetitivos, e pode estar associado a síndromes genéticas. Para investigar uma possível associação entre síndrome de Sotos e autismo, foi realizada uma revisão sistemática da literatura publicada sobre aprendizagem e comportamento em pacientes com a síndrome de Sotos. Nesta revisão, foi encontrada uma ligação significativa entre a síndrome de Sotos e o autismo. Foi realizado também um estudo clínico com 78 pacientes com diagnóstico de síndrome de Sotos. Neste estudo, aproximadamente 4 em cada 5 pacientes apresentava características semelhantes às de autismo. Estes achados sugerem que a maioria dos indivíduos com síndrome de Sotos apresenta um comportamento compatível com os critérios diagnósticos para autismo.  A sintomatologia de autismo é menos grave em crianças pequenas (2 a 5 anos) e em adultos (20 anos ou mais), em comparação com crianças com idade superior a 5 anos até a adolescência.Dentre as características mais comuns podemos citar:
- Bebê não corresponde aos estímulos dos pais
- Dificuldade em direcionar e associar o olhar ao objeto a que está sendo apontado e/ou indicado
- Atraso no uso dos gestos (como fazer sim e não com a cabeça, acenar, mandar beijo etc.)
- Expressões faciais, atitudes e gestos que não condizem com como se sentem
- Não apresentar interesse em brincar com os pais ou com outras crianças
- Brincar por horas sozinhos e de forma não funcional com o mesmo brinquedo, por exemplo somente olhando um mesmo objeto
- Desperta predileção por apenas um objeto ou assunto
- Estereotipias, quando, por exemplo,  o paciente manifesta mania de enfileirar seus brinquedos ou contar milimetricamente todos os azulejos da cozinha; dentre outros, apresenta interesse específico sobre itens incomuns para a sua idade ou mesmo colecionar/ acumular esses itens; Movimentos repetitivos e/ou desenvolver posturas incomuns com as mãos ou com o corpo todo
- Hipersensibilidade, irritabilidade com sons altos, determinadas texturas e cheiros; sensações de aperto ou algo pegajoso; paladar extremamente apurado e visão pouco resistente a alguns tons de cores
- Apresentar agitação demasiada quando trocam de ambientes (como sair de casa)
- Atraso na fala, uma das características mais presentes em pacientes diagnosticados com autismo. A criança pode desenvolver tardiamente ou nem mesmo conseguir desenvolver tal habilidade
- Perda/ regressão de habilidades de linguagem previamente adquiridas
- Apego à rotina, o autista gosta de fazer tudo que esteja ligado ao seu dia a dia, respeitando a ordem das coisas e os horários. Tudo de maneira rigorosa
- Comorbidades como TDAH, Transtorno Bipolar, Transtorno Opositivo Desafiador, etc.

No entanto, é válido lembrar que  o paciente provavelmente manifestará algumas dessas características, mas não todas necessariamente.
Muitos casos de autismo tèm como raíz, a ocorrência de uma síndrome genética, para citar algumas síndromes mais comumente recorrentes na literatura, temos: X-Fragil, Phelan-McDermid, Sotos, Prader-Willi/Angelman, Smith-Magenis,  Timothy, Síndrome do CDKL5, Rett, fenilcetonúria, neurofibromatose, dentre outras, note que algumas delas constam inclusive, da nossa lista de "Sotos Like". É muito comum ainda que o diagnóstico de autismo venha antes do diagnóstico de uma síndrome genética relacionada, e em alguns casos os pais não são encorajados a buscar esse diagnóstico, que é na verdade a raíz do Transtorno do Espectro Autista.
É sabido que nem todos os casos de TEA têm uma síndrome genética relacionada, mas é de extrema importância que ao fechar o diagnóstico de TEA, os responsáveis pela investigação busquem com a ajuda de um geneticista, investigar se há alguma síndrome relacionada. Conhecer o diagnóstico completo, permite uma melhor qualidade de vida para o paciente, além de fornecer informações de extrema importância para evitar uma possível surpresa. Por exemplo, vamos imaginar um caso hipotético onde uma criança foi diagnosticada na infância com TEA, mas esse diagnóstico esteja relacionado à síndrome de Sotos, porém o exame genético não foi feito para diagnosticar a síndrome. Essa criança hipotética pode apresentar, em qualquer fase da vida, uma cardiopatia ou uma doença renal, que são muito comuns na síndrome de Sotos, e o acompanhamento nessas determinadas áreas não estão sendo feitos, devido à falta de conhecimento da síndrome no paciente. Veja como é de extrema importância o conhecimento do diagnóstico completo.

## Diagnóstico
O diagnóstico da síndrome de Sotos é fornecido por um médico geneticista, que irá avaliar as características físicas e clínicas do paciente, assim como coletar e estudar dados familiares. É desejável ainda, que peça exames genéticos para comprovação do diagnóstico, o geneticista irá traçar uma estratégia para diagnosticar se a criança tem síndrome de Sotos ou outra macrossomia. Nesse caso, após observar os principais sinais, o geneticista deve pedir alguns exames como:
- Ressonância Magnética, Tomografia, Ultrassom de crânio: anomalias cerebrais e cranianas;
- Raio - X dos ossos: idade óssea;
- Eletroencefalograma: atividade cerebral;
- Eletrocardiograma: anomalias cardíacas;
- Ultrassom dos rins: anomalias renais;
- Ultrassom da tireoide: atividade da glândula tireoide;
- Exame Oftalmológico: detectar problemas de visão;
- Exames de Sangue Hormonais, dentre outros.

Após avaliação desses exames clínicos, irá buscar qual o gene defeituoso e o tipo de defeito (mutação intragênica, deleção parcial, microdeleção, etc.) cada uma das síndromes citadas acima, possui 1 gene defeituoso que a caracteriza, por exemplo,  na síndrome de Sotos tipo 1, o gene é o NSD1, na síndrome de Sotos tipo 2 o NFIX e na síndrome de Sotos 3 o gene APC2 é o atingido e assim para cada síndrome. Então, para tentar determinar o gene defeituoso, o médico vai pedir um ou mais dos seguintes exames genéticos:
- Cariótipo: para descartar anomalias cromossômicas;
- Painel NGS: detecta anomalias nos genes;
- Exoma NGS: detecta alterações no genoma;
- MLPA-TCM-MIC: sequenciamento dos genes específicos, detecta deleções e duplicações;
- CGH/SNP Array: detecta anomalias nos genes;
- PCR: detecta mutações nos genes;
- FISH: detecta duplicações ou mutações nos cromossomos.

Em uma pequena parte dos casos, mesmo realizando diversos desses exames, ainda assim não é possível determinar o gene defeituoso e assim descobrir qual a síndrome relacionada. Isso se deve à precisão dos exames, apesar da tecnologia de ponta empregada, ainda terem uma precisão um pouco baixa, em torno de 40% de chance de encontrar o gene defeituoso.
Mas na grande maioria dos casos, o gene é encontrado, e isso proporciona ao paciente um aumento significativo em sua qualidade de vida. Uma vez que, com o diagnóstico em mãos, podemos estar sempre um passo à frente do pior cenário e disponibilizar de um tratamento adequado para a síndrome .
A síndrome de Sotos traz uma gama de problemas paralelos como, por exemplo, anomalias cardíacas, renais, comportamentais e até, em uma pequena incidência, cânceres benignos e malignos. Por esse motivo, é necessário diagnóstico precoce e acompanhamento contínuo dos pacientes para identificação dos problemas. É importante, portanto, que o conhecimento de profissionais de diversas áreas da saúde se unifique para um diagnóstico exato.

## Prognóstico
A terapia da síndrome de Sotos é sintomática, no entanto, o acompanhamento mais eficiente é multidisciplinar:
- Pediatra, nos primeiros anos de vida para acompanhar o desenvolvimento neurológico e detectar precocemente alguns dos sintomas da síndrome de Sotos, encaminhando para acompanhamento com as especialidades quando necessário.
- Avaliação periódica para problemas específicos da síndrome, como neurologista, ortopedista, endocrinologista, cardiologista, nefrologista, odontólogo, entre outras especialidades clínicas.
- Acompanhamento periódico do geneticista para avaliação do quadro geral do paciente e aconselhamento familiar.
- Psicólogos educacionais, para auxiliar no desenvolvimento de aprendizado.
- Psicólogos convencionais, para auxiliar nas questões comportamentais, socialização e organização dos pensamentos e sentimentos.
- Estímulos constantes através de fisioterapia, equoterapia, hidroterapia, terapia ocupacional e fonoaudiologia.[7]

Pessoas com síndrome de Sotos possuem expectativa de vida normal. As alterações iniciais de síndrome de Sotos tendem a normalizar quando a taxa de crescimento estabiliza depois dos primeiros anos de vida. Os atrasos no desenvolvimento podem melhorar nos anos de idade escolar, porém,  problemas de coordenação podem persistir na fase adulta, caso não haja acompanhamento adequado de fisioterapeutas e terapeutas ocupacionais ao longo dos anos. Há relatos de membros já adultos da Associação de Pais e Amigos da Síndrome de Sotos no Brasil (APASSB), que conseguem levar uma vida com poucas limitações: dirigem, se formam na faculdade, trabalham, podendo ser membros ativos e totalmente integrados à sociedade.